# 寺澤ひろみ
寺澤 ひろみ（てらさわ ひろみ、1979年11月21日 - ）は、日本のハーモニカ奏者。父はベーシスト、複音ハーモニカ奏者の寺澤博義。

## 来歴
東京都江戸川区出身。東京都立小松川高等学校在学中は吹奏楽部に所属し、パーカッションを担当していた。
明治大学文学部日本文学科に入学。ハーモニカソサエティーの部員として活動した。大学在学中は竹内直子に師事しクロマチックハーモニカを学んだ。しかし、在学中の2001年2月、父・博義が癌のため死去。父の遺物を整理しているうちに、父の書いた譜面が見つかった事を契機に複音ハーモニカを始めた。2001年10月にドイツ・トロッシンゲンで開催された「ワールド・ハーモニカ・フェスティバル2001」（ハーモニカの世界大会でもある）のダイアトニック・トレモロ・ソロ（複音ハーモニカ独奏）部門で初出場ながら初優勝を飾る快挙を成し遂げた。2002年に大学を卒業。
以来、プロのハーモニカ奏者として従来の枠組みにとらわれない活動をしている。ハーモニカ単独演奏のみならず、箏・尺八、吹奏楽、弦楽四重奏、ピアノトリオなど、他楽器とのコラボレーションも積極的に行っており、藤原道山（寺澤とは高校の同窓でもある尺八奏者）や東京消防庁音楽隊(吹奏楽)との共演歴もある。
またメディア出演も多く、NHKを中心に民放の数々のテレビ・ラジオ番組にも出演。2005年公開の日本の戦争映画『男たちの大和/YAMATO』ではハーモニカ指導も務めた。2014年から『おんな酒場放浪記』（BS-TBS）のレギュラーを務めている。番組内では姉妹番組『吉田類の酒場放浪記』に出演している、
番組内のプロフィールでは日本酒，焼酎，ワイン，ビールなどなんでも飲むとなっている。
日本ハーモニカ芸術協会師範、全日本ハーモニカ連盟常任理事でもあり、後進の育成にも携わっている。
2020年4月、NHK連続テレビ小説『エール』に、ハーモニカのアンサンブル指導として出演した。

## 人物
- 好きな食べものはエビとプリンと酒類。

## 受賞歴
- 「ワールド・ハーモニカ・フェスティバル2001」ダイアトニック・トレモロ・ソロ（複音ハーモニカ独奏）部門・優勝（2001年10月。ドイツ、トロッシンゲン）
- 日本ハーモニカ賞奨励賞受賞（2002年4月）
- 江戸川区文化奨励賞受賞（2002年10月）
- 「第25回F.I.H.JAPANハーモニカコンテスト」クロマチック・クラシック部門・第二位(2005年5月。東京)※一位なし
- 「ワールド・ハーモニカ・フェスティバル2005」クロマチック・クラシック・アダルト部門・第五位（2005年11月。ドイツ、トロッシンゲン）
- 江戸川区文化功績賞受賞（2018年11月）

## アルバム
- 『彩〜irodori〜 』（2014年10月）

## テレビ・ラジオ

### 現行
- 『おんな酒場放浪記』（BS-TBS、2014年10月11日 - ）[4]

### 過去
- 『安住紳一郎の日曜天国』（TBSラジオ、2014年12月28日・2019年10月20日[6][注 1]）※ゲスト出演

## 著作
いずれも父・博義との共著である。
- 『複音ハーモニカをふこう CD付』中央アート出版（原著1998年12月10日）。ISBN 978-4886398543。※モデルを務めただけで、執筆には加わっていない。
- 『ハーモニカ・アンサンブル ~みんなで吹こう日本の歌』中央アート出版（原著2011年3月16日）。ISBN 978-4813606321。
- 『３本で吹ける複音ハーモニカ曲集（ハーモニカプレイヤーのためのカジュアルセレクション）』中央アート出版（原著2014年3月30日）。ISBN 978-4813607557。